# Асперн
А́сперн (нем. Aspern) — бывшая деревня в Австрии, в 1904 году вошедшая в состав Вены. Ныне является частью (кадастровым кварталом) венского района Донауштадт.
Деревня известна благодаря тому, что 21-22 мая 1809 года в ходе австро-французской войны здесь состоялось Сражение под Асперном между войсками Наполеона I и эрцгерцога Карла. Это сражение стало первым крупным поражением Наполеона.